# Betania (Gruzja)
Betania (gruz. ბეთანია) – wieś (daba) w Gruzji, w regionie Tbilisi. W 2014 roku liczyła 30 mieszkańców.